# Afshin Assadian
Afshin Assadian (* 13. November 1970 in Wien) ist ein österreichischer Gefäßchirurg, Leiter der klinischen Abteilung für Vaskuläre und Endovaskuläre Chirurgie an der Klinik Ottakring in Wien.

## Leben
Afshin Assadian studierte Humanmedizin an der Universität Wien, wo er 1996 promovierte. Anschließend legte er den ersten Teil der United States Medical Licensing Examination (USMLE) ab und begann seine klinische Tätigkeit in Großbritannien. Während der Arbeitstätigkeit in Großbritannien absolvierte er den zweiten Teil der USMLE. Kurz nach Beginn seiner chirurgischen Ausbildung an der Klinik Ottakring (zuvor Wilhelminenspital) in Wien legte er 2001 den dritten Teil der USMLE im Rahmen eines Aufenthaltes an der University of Chicago an der Pathologie mit Schwerpunkt Gefäßpathologie ab und erlangte so die Zulassung zur klinischen Tätigkeit in den USA.
2005 absolvierte Assadian die Österreichische Facharztprüfung für Chirurgie und 2007 spezialisierte er sich durch den Abschluss der Europäischen Facharztprüfung Gefäßchirurgie (ESBQ-VASC). Sieben Jahre nach Beginn seiner Ausbildung im Wilhelminenspital habilitierte er sich Ende 2007 an der Medizinischen Universität Wien im Fach Chirurgie.
Assadian war in den darauffolgenden Jahren an der Stanford University und am Klinikum rechts der Isar in München tätig.
Seit 2009 ist er Vorstand der Abteilung für Vaskuläre und Endovaskuläre Chirurgie an der Klinik Ottakring. Neben seinen klinischen und Lehrtätigkeiten ist Assadian im Vorstand der Österreichischen Gesellschaft für Gefäßchirurgie Vorstand der Stiftung Vascular International, wissenschaftlicher Sprecher des Gefäßforums Österreich und Past President der Österreichischen Fachgesellschaft für Chirurgie (2022–2023), Präsident der Österreichischen Fachgesellschaft für Gefäßchirurgie (2019–2021) sowie Mitglied des Landessanitätsrates Wien.
Assadian ist Autor und Co-Autor zahlreicher wissenschaftlicher Publikationen. Darüber hinaus veröffentlicht er 2019 in Kooperation mit dem Verlagshaus der Ärzte den ersten umfangreichen Patientenratgeber für Gefäßgesundheit und Therapien.
Assadian lebt mit seiner Frau und zwei Kindern in Wien.